# Enrique Rodríguez
Enrique Rodríguez Cal (ur. 19 listopada 1951 w Candás, zm. 23 listopada 2022 w Avilés) – hiszpański pięściarz walczący w kategorii papierowej, brązowy medalista XX Letnich Igrzysk Olimpijskich w Monachium w 1972 i mistrzostw świata w Hawanie w 1974.

## Kariera sportowa
W 1978 roku został pięściarzem zawodowym. W latach 1978–1980 wygrał 15 kolejnych walk na punkty. Żadnej z 21 wygranych walk nie wygrał przez nokaut. Karierę zakończył w 1985 roku po 6 kolejnych porażkach.